# Робертс, Иссахар
Иссаха́р Дже́йкокс Ро́бертс (англ. Issachar Jacox Roberts, кит. трад. 羅孝全, упр. 罗孝全, пиньинь Luó Xiàoquán, палл. Ло Сяоцюань; 1802—1871) — американский миссионер, действовавший в Китае. Прибыл в Макао в 1837 году и первоначально проповедовал прокажённым. Представлял Южную баптистскую конвенцию (до 1852 года), в 1842 году стал первым баптистским проповедником, начавшим работать в Гонконге и Гуанчжоу. Наиболее известен тем, что проповедовал Хун Сюцюаню в 1847 году, а впоследствии принял активное участие в налаживании контактов между государством тайпинов и внешним миром. В 1860—1862 годах в течение 15 месяцев служил советником Хун Жэньганя по иностранным делам, и был единственным человеком Запада, допущенным во внутренний круг тайпинского руководства. Однако его догматизм и культурная негибкость привели к серьёзному конфликту с повстанцами и бегству из пределов тайпинских владений. В дальнейшем И. Робертс неизменно критиковал руководство тайпинов и обвинял их в ереси. В 1866 году миссионер вернулся в США, где скончался в Аппер-Олтоне от последствий проказы, которой заразился в Китае.

## Ранние годы. Определение призвания (1802—1837)
Будущий миссионер родился на ферме в округе Самнер (штат Теннесси) 17 февраля 1802 года, и стал младшим из семи детей Джорджа и Рэйчел Робертс. Родители переселились в эти места из округа Логан. Отец скончался ещё до его рождения, и, по суждению одного из сыновей, в религии «не был профессором». Напротив, мать была ревностной баптисткой, самый старший из её сыновей — Леви Робертс (родившийся в 1790 году) — стал проповедником. О детских и юношеских годах жизни Иссахара не известно ничего. Сыновья фермеров из глубинки в те времена редко получали образование. В 19-летнем возрасте он принял крещение в баптистской церкви Шелбивилла. Обнаружив, что не в состоянии поведать окружающим о своём духовном опыте, Иссахар частным образом брал уроки английской грамматики. После крещения он решил сделаться священником, и был допущен к проповедям в Шелбивилле, но без позволения служить при венчаниях и крещениях. Зарабатывал он на жизнь ремеслом шорника, а затем и школьного учителя. В 1827 году И. Робертс перебрался в Эджфилд в Южной Каролине, где в течение семестра обучался в Фурмановской Академии, и был рукоположён. Известно также, что 4 января 1830 года в Джорджии он женился на некой Барше Бланшар (Barsha Blanchard), которая скончалась в следующем году, вероятно, при родах. Около года Иссахар Робертс работал в Американском колонизационном обществе, а также в «Союзе воскресных школ», и обосновался в штате Миссисипи. Дела его (преимущественно, сделки с недвижимостью) пошли успешно, и составленное им состояние оценивалось в 30 000 долларов (примерно 850 000 в ценах 2018 года). Позднее он утверждал, что 17 февраля 1835 года получил Божественное повеление о миссионерстве, хотя писал в Баптистский совет иностранных миссий в Бостоне ещё в июле 1834 года. В прошении он просил направить его в Либерию, ибо не владел никаким языком, кроме английского.
В начале 1830-х годов Иссахар Робертс прочитал одну из статей, которые во множестве публиковал в разных американских изданиях немецкий евангелист Карл Гюцлаф, и был впечатлён известиями о многочисленности китайцев, а также и тем, что они — читающая нация, в среде которой можно активно вести миссионерство. Он оказался при этом единственным человеком, который откликнулся на призывы Гюцлафа (вторым мог бы стать Дэвид Ливингстон, но тот так и не сумел добраться до Китая). В начале 1835 года Робертс начал собственный проект по обращению китайцев. Он совершил большое турне для сбора пожертвований в пяти штатах, правда, расходы превысили сумму собранных пожертвований, но Иссахар укрепился в своих намерениях. Миссионерское управление в Бостоне запросило у Робертса рекомендации, но они были разочаровывающими: один из коллег назвал его «посредственностью», а его рассуждения о миссионерстве — ошибкой; хотя в принципе рекомендатели не подвергали сомнению ни его веры, ни искренности. Общая миссионерская конвенция баптистов в лице её экс-председателя Уильяма Джонсона вообще заявила, что воспрепятствует планам Робертса. Тогда он капитализировал свою собственность, и основал в Луисвилле Фонд Робертса и Китайское миссионерское общество долины Миссисипи, активно привлекая пожертвования кентуккийцев. Получив солидные средства и создав организацию, Робертс вновь обратился в Бостонский совет, и вновь получил отказ. Тогда он договорился с британским миссионерским обществом в Китае и передал ему права на денежные переводы. В октябре 1836 года Иссахар Робертс покинул Бостон, и спустя 105 дней достиг Батавии на Яве. Ожидая оказии до Макао, он впервые занялся изучением китайского языка. Кроме того, в марте 1837 года он установил переписку с Гюцлафом, который с энтузиазмом принял американского коллегу, ибо сам планировал создать организацию китайских христиан. К тому времени в Макао прибыли баптисты Уильям Генри Шак и его супруга Генриетта, официально командированные от Бостонской миссионерской палаты. Наконец, 2 мая 1837 года к ним присоединился и Робертс.

## Макао, Гонконг, Кантон (1837—1848)

### Робертс, Гюцлаф и Шак

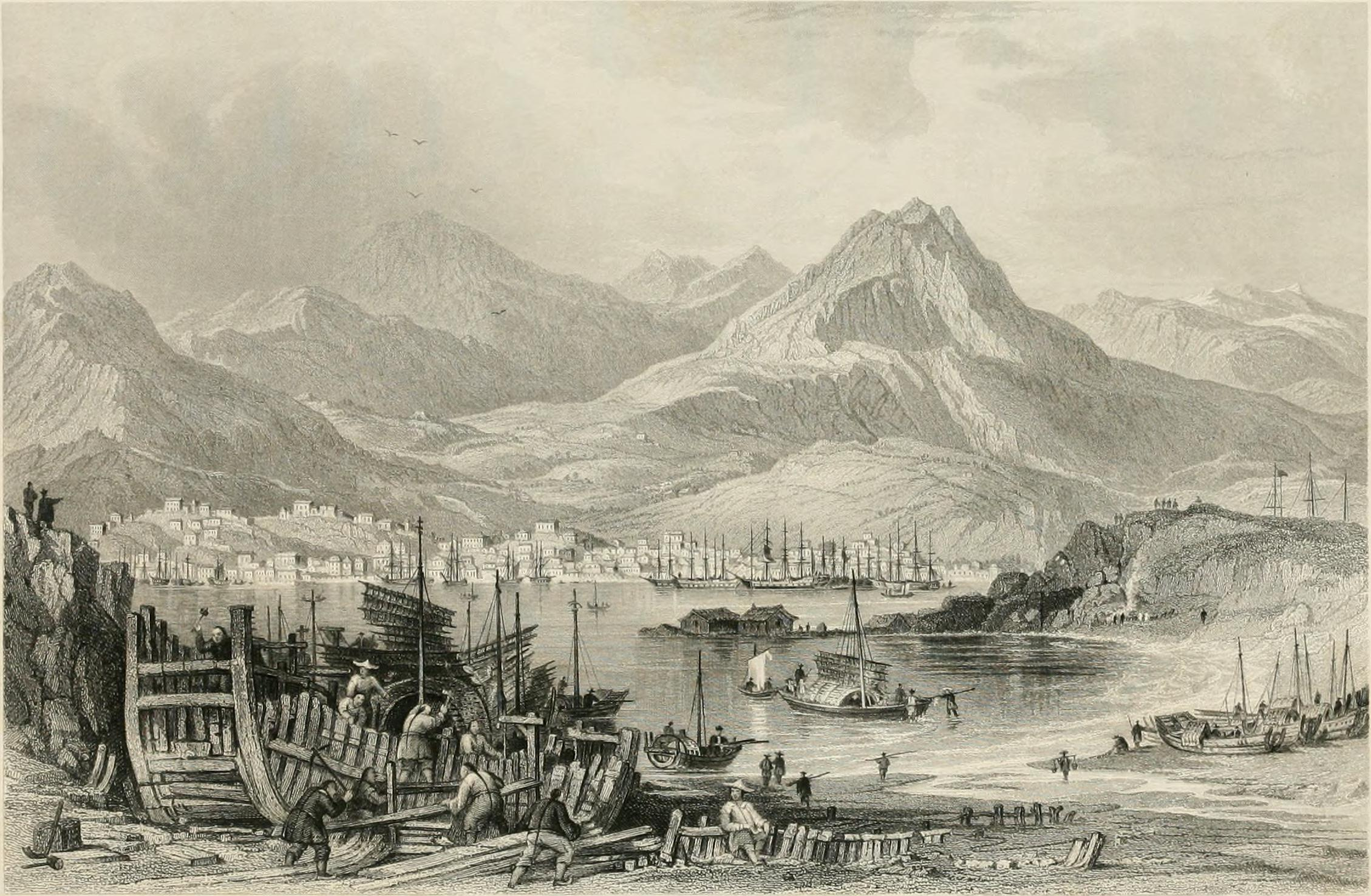
Вид острова Гонконг со стороны Коулуна. Из книги: Аллом, Томас; G. N. Wright (1843). China, in a Series of Views, Displaying the Scenery, Architecture, and Social Habits, of That Ancient Empire. Volume 4. London: Fisher, Son, & Co. p. 45.

В Макао у Робертса сложились лучшие отношения с четой Гюцлафов (тот был женат на англичанке), нежели с соотечественниками Шаками. Уильям Шак сомневался в его способностях, тогда как Иссахар не скрывал, что предпочитал работать самостоятельно. Прочие английские и американские проповедники относились, в большинстве своём, к кальвинизму, и предпочитали глубокое изучение китайской культуры и приспособление христианства к её языку, как действовали двумястами годами ранее иезуиты. Однако им сообща приходилось преодолевать как враждебность цинских чиновников, так и противодействие католических властей португальской колонии, а также финансовую зависимость от купцов, ведущих контрабандную торговлю опиумом. Поскольку прямая проповедь протестантизма была запрещена, Робертс устроился в колонии для прокажённых, где распространял религиозные трактаты и китайский перевод Библии. Ремесло шорника приносило ему основные доходы и в Китае. Его независимое положение отлично накладывалось на самосознание Робертса, который считал себя своего рода «агентом» Господа Бога, направленным лично Им на окормление духовной пустыни и приведение огромного народа в Тысячелетнее царство, ни перед кем не отчитываясь и не находясь ни под чьим надзором. Финансовая независимость Робертса продлилась недолго. Его переписка с бостонской Палатой до 1841 года содержит почти исключительно технические вопросы: запросы на печатные издания, бумагу, средства для распространения библейских текстов и молитвенников. Никаких свидетельств его успехов или неудач в источниках не приводилось вовсе. Вдобавок, из-за финансового кризиса, к 1841 году фонд Робертса в Миссисипи был не в состоянии поддерживать его миссию, а продать акции не удалось из-за противодействия попечительного совета Китайского фонда в Луисвилле. В результате Робертсу пришлось примкнуть к Тройственной баптистской конвенции. Кроме того, в этом году Гонконг был окончательно захвачен англичанами, что породило у Робертса самые радужные ожидания. Однако только к середине февраля 1842 года Шаку и Робертсу удалось основать в Гонконге американскую баптистскую миссию, на что им удалось собрать 1200 долларов пожертвований, преимущественно, в Макао. Так Робертс и Шак стали первыми американцами-баптистами, действовавшими в Гонконге.
Робертс и Шак сыграли большую роль в изменении отношения американского общественного мнения к Опиумной войне. Миссионеры вполне разделяли точку зрения своих британских коллег, что причиной войны были «самонадеянность, тщеславие и невежество китайцев», и что Соединённые Штаты смогут извлечь политические и экономические дивиденды из победы англичан. Главным вашингтонским лоббистом этого мнения сделался врач-миссионер Питер Паркер, который стоял у истоков идеи отправки посольства Калеба Кушинга и служил в нём переводчиком. Шак и Робертс вели широкую пропаганду в «Баптистском миссионерском журнале», а некоторые их статьи перепечатывались в «Religious Herald» — крупнейшем баптистском издании американского Юга. Иссахар Робертс пересылал в кентуккийские издания корреспонденции Гюцлафа, которые также имели широкий резонанс в США. Из переписки этих лет известно, что Робертс негативно относился к употреблению китайцами опиума, но был убеждён, что в любом случае должно быть некое средство открыть внутренние районы Китая для евангелизации. Миссионер никогда не сомневался, что Бог использует британцев как средство для обращения китайцев.
В Гонконге Шак направил Робертса окормлять рыбацкую деревеньку, которую называл Chekchu (кит. 赤拄, пиньинь Chìzhǔ, палл. Чичжу). Тот ходил туда ежедневно, и зазывал местных жителей на молитвенное собрание; однако в первое время приходилось проповедовать в английском гарнизоне, насчитывавшем до 400 человек. В мае 1842 года Робертсу удалось обратить китайца по фамилии Чэнь — первого за пять лет проповеди, который попросил его крестить. Крещение состоялось 12 июня 1842 года (оглашение с пристрастными расспросами о вере длилось одиннадцать дней), после чего Иссахар привлёк Чэня как помощника, с которым он мог улучшить знание кантонского диалекта, а также использовать его для проповеди китайцам. В 1843 году Робертс покинул место своего служения, не выдержав климата и болезней. Он заявил, что хочет открыть миссию в Кантоне; также он участвовал в конференции по переводу Библии на китайский язык и вновь стал общаться с Гюцлафом.

### Южная баптистская конвенция
15 марта 1844 года Робертс в сопровождении двух помощников-китайцев прибыл в Гуанчжоу и снял дом в квартале, расположенном примерно в миле от иностранных торговых факторий. Это была первая протестантская миссия на территории Гуандуна. Дело быстро пошло на лад: темпераментными проповедями американца заинтересовался местный чиновник, побывав у него на обеде, остался на молитву. Робертс без всяких помех ежедневно читал для публики Библию и распространял религиозные брошюры по лавкам местных купцов. Финансировал его Гюцлаф, он же содержал китайских ассистентов кентуккийского баптиста. Шак жаловался в миссионерскую палату, что в Чичжу появились иезуиты, которые окрестили китайцев, которых предварительно катехизировал сам Робертс. Харизма Иссахара позволила ему привлечь 100 жертвователей-европейцев и тридцать китайцев, и в конце 1845 года миссия располагала суммой 3241 долларов и собственным домом. Робертс объявил о создании «Кантонского баптистского миссионерского общества», в котором он сам стал «генеральным агентом», а совет попечителей избрали пятерых английских и американских купцов. За год он крестил двух китайцев и обратил ещё одного, обвенчал две китайские пары и издал две миссионерские книги на китайском языке, о чём с гордостью писал в отчёте. На самом деле ситуация была намного хуже: скончался его первый обращённый китаец — чиновник Чэнь, а вскоре — в мае 1845 года пришло письмо из секретариата Тройственной баптистской конвенции, отправленное ещё в сентябре 1844 года. Робертсу был сделан выговор за самовольное прибытие в Кантон и секретарь Пек настаивал на его возвращении в США. В ответном послании Иссахар возмущённо писал, что располагает двадцатилетним опытом миссионерской деятельности и не позволит выговаривать себе «как школьнику», а также напоминал, что идея расположиться в Гонконге принадлежала именно ему, как и большая часть собранных денег. Робертс также заявил (со ссылкой на Фрэнсиса Вейланда), что, как и любой человек, имеет право использовать прессу в своих интересах. Далее он откровенно сообщал, что его «обязанность — повиноваться повелению Спасителя и проповедовать китайцам Евангелие». Вскоре стало известно, что из состава Тройной конвенции в ответ на давление аболиционистов вышла Южная баптистская конвенция, и уже в августе Роберт подал прошение о включении в ряды Совета иностранных миссий Южной конвенции. Это совпало с переводом гонконгской баптистской миссии Шака в Гуанчжоу, что сильно расстроило Робертса в силу его «своеобразного темперамента». Формально он числился в составе Бостонского совета иностранных миссий до 1 января 1846 года, но отказался принять жалованье за предыдущий год.
Послание Робертса было с энтузиазмом воспринято в Совете Южной конвенции. В июне 1846 года было принято постановление, что Китай — самое перспективное направление деятельности, и в помощь Иссахару направили Сэмьюэла Клоптона и Джорджа Пири с жёнами. Преподобный Шак до 1847 года также находился в США и также присоединился к Южной баптистской конвенции и настаивал на особом статусе, что вызывало раздражение Робертса. С новоприбывшими миссионерами Иссахар, по крайней мере, первое время поддерживал хорошие отношения, совместно музицировал, ездил верхом и играл в мяч, но дальше вновь порвал со всеми из-за собственной самонадеянности и полного нежелания соглашаться на компромисс. Довольно быстро новоприбывшие миссионеры пришли к выводу, что Робертс плохо знает язык, а его действия в перспективе более вредят делу обращения, чем способствуют ему. Вдобавок, его невежество в богословии приводило к полному несовпадению во взглядах на Писание. Однако к 1848 году Робертс остался единственным американским баптистом в Южном Китае: прочие скончались от болезней или уехали, не выдержав климата и конфликтов с китайцами.

### Погром
Первая половина 1847 года оказалась сложной для Иссахара Робертса: во время волнений в Гуанчжоу его миссия была разгромлена толпой китайцев. 27 марта 1847 года китайцы забросали камнями британских подданных, которые ходили по улицам города. В отместку сэр Джон Дэвис отдал приказ атаковать форты, охраняющие Жемчужную реку. От места инцидента миссию Робертса отделяло около двух миль, а население до такой степени привыкло к нему, что местный чиновник даже проводил расследование, пытаясь узнать, является ли «учитель Ло» иностранцем или уроженцем империи. Непосредственным поводом для погрома стало строительство Иссахаром звонницы, куда он поставил гонг, выписанный из Нью-Йорка. Квартальный геомант заявил, что деревянный шпиль на звоннице будет оказывать дурное воздействие, но в течение месяца районные власти ничего не предпринимали. Наконец, 23 мая, воспользовавшись отсутствием миссионера, группа погромщиков, предположительно, включавшая часть его паствы, ворвалась в дом миссии, уничтожив архив и внутреннюю обстановку; гонг был украден. Была также уничтожена плавучая часовня, на приобретение и обустройство которой в предыдущем году миссионер потратил много сил и средств. Даже этот казус Робертс использовал для целей обращения, проповедуя, что «всё, что мы считаем бедою, поможет приобрести любовь Христову». Уже 2 июня 1847 года он заключил бессрочную аренду соседнего здания за 14 долларов в год, а регулярные молитвенные собрания возобновились с 25 июня. Впрочем, общее число его прихожан не превышало девяти человек.
Согласно девятнадцатой статье Договора Ванся, американские граждане имели право «мирно заниматься своими делами и должны быть защищены от оскорблений любого рода со стороны китайцев». В результате миссионер без колебаний подал иск против китайского правительства. Американского комиссара Эверетта не было в городе; в иске, поданном 24 мая консулу Форбсу, Робертс объявил, что сумма материального ущерба составляет 10 000 долларов. Поскольку к Форбсу был прикреплён китайский чиновник, тот вскоре заявил, что местный магистрат провёл расследование, выявил и арестовал 11 зачинщиков и участников погрома, и по возможности, вернул украденное. Однако после возвращения Эверетта, Робертс заявил, что ему вернули ничтожную часть имущества, и удовлетворения по иску он не получил. По требованию комиссара миссионер представил подробную опись утраченного или повреждённого имущества на общую сумму 2000 долларов. Дело затормозилось из-за кончины комиссара 28 июня, однако уже 19 июля консул Форбс встречался с китайским судебным чиновником, который пришёл к выводу, что реальная сумма ущерба составляет 1400 долларов, из которых 400 приходятся на книги и журналы.
Здесь в дело Робертса вмешалась высокая политика: доктор Паркер, который исполнял обязанности американского комиссара, потребовал, чтобы возмещение выплатили не квартальные власти, а администрация наместника Циина. Дело тянулось, и привело к тому, что вести достигли Пекина. Итогом стало то, что в начале 1848 года Циин был отозван, а на его место был назначен ксенофоб Е Минчэнь, который чрезвычайно осложнил китайско-иностранные отношения. Вновь назначенный дипломатическим посланником Дэвис решил воспользоваться казусом Робертса для усиления давления на Китай, и предлагал Госдепартаменту провести военную демонстрацию. После переговоров с китайской стороной было решено, что миссионер нарушил статью XVII договора Ванься и сам виновен в выборе небезопасного места жительства и работы. В этом казусе явно проявился разлад между миссионерами и светскими властями, который неоднократно затем повторялся в судьбе Иссахара Робертса. Далее в 1850—1852 годах пост американского комиссара в Китае пустовал, но даже после назначения на этот пост кентуккийца Хэмфри Маршалла дело Робертса так и не было решено в его пользу. Лишь через десять лет, когда шла Вторая опиумная война и сменился полномочный посланник США в Китае, Робертсу было предложено подать повторный иск, сумма которого была удвоена до 2800 долларов. Вдобавок, в январе 1857 года он вновь подвергся ограблению примерно на такую же сумму. Только после подписания Тяньцзиньского договора дело Робертса было окончательно улажено и он получил компенсацию из выплаченной китайским властями контрибуции, в которой предусматривались фонды для пострадавших иностранных граждан. Маргарет Коулин отметила, что убеждённость Робертса в том, что правительство США обязано защищать его права и собственность в любом регионе земного шара, прямо и косвенно способствовала империалистической экспансии Америки на Дальнем Востоке и дала важный прецедент для вмешательства.

## Женитьба и последующие события (1849—1852)

### Выбор жены
От самого своего прибытия в Китай в 1837 году Робертс настаивал, что в миссионерской работе должны быть активно заняты женщины. 30 августа 1847 года он направил в ричмондскую Палату длинное письмо, в котором прямо требовал прислать «подходящую женщину крепкого здоровья и здравого ума; миссионерского духа и баптистку по призванию; имеющую достаточную квалификацию для сотрудничества со мной в Кантоне, — сначала в качестве помощника миссионера в этой великой работе; а далее — как жена». Он даже назвал имена подходящих священников для отборочной комиссии, настаивая, что кандидаткам «должно быть позволено руководствоваться собственным вкусом и суждениями». В последующей переписке Робертс уточнял требования к будущей жене: хороший музыкальный слух и певческий голос, способности учителя, возраст от тридцати до сорока лет, уроженка Юга или Запада, горожанка, среднего роста, с чёрными глазами и волосами («впрочем, это всё второстепенно, лишь бы она любила Господа Бога своего»). Также он заявил, что если комиссия в течение года не подберёт ему жену, Иссахару придётся вернуться в США, чтобы сделать это самостоятельно. Правление отнеслось к требованиям своего эксцентричного миссионера с предельной серьёзностью, и 6 января 1848 года была назначена комиссия преподобных братьев Дж. Джетера и Дж. Тейлора. Видимо, дальше возникли трудности, поскольку Палата в апреле одобрила командировку Робертса домой.
В июле 1849 года Иссахар Робертс вернулся в США. Он продолжал зарабатывать как проповедник, и в процессе миссионерского путешествия познакомился с уроженкой Кентукки Вирджинией Янг, дочерью чиновника окружного суда. Она тоже была активной миссионеркой и описывалась современниками как «почтенная и элегантная дама». 7 декабря 1849 года Вирджиния и Иссахар обвенчались, церемонию провёл главный покровитель Робертса в Кентукки — преподобный Уильям Бак. По мнению Маргарет Коулин, выбор Робертса оказался удачным во всех отношениях. Жена немало способствовала смягчению нрава Иссахара, поскольку, пообщавшись с ним, Палата усомнилась в целесообразности его возвращения в Китай. Например, его допрашивали по разногласиям с преподобным Шаком и из-за жестокого обращения с обращённым слугой, которого он привёз из Китая. Робертс публично покаялся и дал клятву исправиться, причём Совет постановил, что «он женился на рассудительной даме, чьё влияние сможет исправить его неприятные склонности». Кроме жены, в состав миссии включили мисс Гарриет Бейкер из штата Вирджиния, которая должна была создать женскую школу. Вероятно, она стала первой американской баптисткой и первой незамужней женщиной-учителем в Китае. Впрочем, в докладе правлению Конвенции прямо говорилось, что это рискованный эксперимент. В марте 1850 года миссия Робертса вторично отплыла в Китай, прибыв в Кантон в июле.

### Казус Бриджмена
Гарриет Бейкер так не сумела ни выучить китайского языка, ни организовать школу, ни противостоять деспотизму Иссахара, который искренне считал, что женщины должны «уметь противостоять трудностям». В опубликованных спустя четверть века мемуарах она вспоминала, что Робертс регулярно доводил жену до слёз, а его придирки вызывали гнев мисс Бейкер, которая пришла к выводу, что «замужество хуже смерти». Когда Вирджиния была в течение двух недель в бреду от лихорадки, Иссахар настаивал, что Гарриет должна быть при ней неотлучно, тогда как он сам «исполняет Господню работу». Далее Робертс был вынужден оправдываться перед палатой из-за своего поведения. В декабре 1850 году чета Робертсов и мисс Бейкер поселились у Джеймса Бриджмена — двоюродного брата первого американского миссионера в Китае. Тот страдал приступами жесточайшей меланхолии, во время которых женщины боялись находиться с ним под одной крышей. В воскресенье, 12 декабря 1850 года Вирджиния и Гарриет умоляли Иссахара остаться в доме, но тот заявил, что никто не вправе мешать его служению Господу. Вскоре Бриджмен перерезал себе горло бритвой, и через несколько дней умер, несмотря на все усилия доктора Паркера. Когда Вирджиния послала за мужем в церковь, тот ответил запиской следующего содержания: «Пусть мёртвые хоронят своих мертвецов, а я должен проповедовать Евангелие». Со временем Гарриет Бейкер перебралась в Шанхай, а в 1854 году была возвращена в США по состоянию здоровья. Баптистская миссия после этого долго не посылала в Китай женщин. Миссионерская активность Робертса возросла в этот период. В первом квартале 1850 года Иссахар провёл 149 проповедей и за один только месяц служил 48 раз.
Казус с Бриджменом привёл к тяжёлым последствиям для Робертса. В июле 1851 года Палата направила Иссахару послание, в котором после перечисления его прегрешений, содержалась настоятельная просьба вернуться в США первым же кораблём. Также указывалось, что миссионерский совет «после долгих молитвенных размышлений» единогласно пришёл к выводу, что Робертс бесполезен для дела обращения китайцев. Иссахар, получив послание, распространил его публично и собрал вокруг себя большую группу защитников — европейцев, американцев и китайцев. Далее свою переписку с палатой он опубликовал на страницах журнала «Baptist Banner», который имел множество подписчиков на Юге и Западе. В совет миссии поступало множество писем, скандал быстро набирал обороты, коснувшись и Бостонской миссионерской палаты. На стороне Робертса оказались миссионеры-кальвинисты и даже американский консул в Гуанчжоу Пол Форбс. Наконец, 20 апреля 1852 года Ричмондская Палата постановила исторгнуть Робертса из состава Южной баптистской конвенции ввиду «уклонения ума и чувств, несовместимых с характером христианского миссионера». Этому не предшествовали никакие, пусть и формальные, слушания и процедуры самооправдания.

## Иссахар Робертс и Тайпинское восстание (1852—1866)

### Знакомство Робертса с Хун Сюцюанем

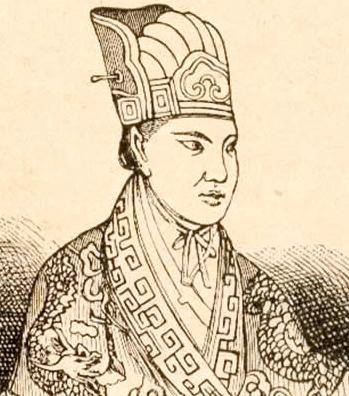
Ксилография, обычно описываемая как портрет Хун Сюцюаня

23 марта 1847 года в кантонскую часовню Робертса пришли двое хакка из деревни, расположенной более чем в двадцати милях от города, которые заявили, что желают получить наставления в Евангелии. Поскольку они были грамотными, миссионер попросил их изложить в письменном виде причины, приведшие их к такому желанию. Первого из визитёров Иссахар сравнил с сотником Корнилием и сочувственно отнёсся к рассказу о его видениях, удивившись, как он мог почерпнуть такие сведения без глубокого знания христианских текстов. В письме Уильяму Баку от 27 марта 1847 года Иссахар прямо сообщал, что китайцу «несомненно, являлись ангелы, которые указали ему на истину и научили тому, о чём он ранее не ведал», а познав, что идолопоклонство ложно, стал учить своих односельчан. Более того, Иссахар совершенно искренне счёл, что если хакка обратятся, «это может быть началом сошествия Святого Духа на сей отсталый народ». Лишь много лет спустя миссионер узнал, что к нему тогда пришёл вождь восставших китайских крестьян по имени Хун Сюцюань и его кузен Хун Жэньгань, а его письмо — первое достоверное свидетельство о христианских интересах обоих. Впоследствии выяснилось, что Хун Сюцюаню рассказал о Робертсе его помощник Чжоу Цзосинь, и будущий «Небесный князь» около двух месяцев усердно изучал Священное Писание в библейском классе, вероятно, в переводе Гюцлаффа. Описания последующих событий разнились. Сам Робертс в статье 1856 года утверждал, что когда состоялось оглашение, помощник заметил Хуну, что крещение не обеспечит ему заработка. Далее китаец колебался, миссионер решил отложить крещение, после чего Сюцюань куда-то пропал. Спустя десять лет Хун Жэньгань рассказывал швейцарскому миссионеру Теодору Хамбергу, который его крестил, что завистливый служка миссии подговорил Сюцюаня попросить у Робертса стипендию в пять долларов. Причиной было то, что они опасались, что талантливый хакка займёт их место, тогда как служка рассчитывал отправиться в Америку. По другой версии, китайский помощник подговорил Хуна поднести Робертсу пять долларов перед крещением, на что тот разгневался, «как Пётр, когда к нему обратился Симон Волхв» (Деян. 8:18-24). Проверяемых по первоисточнику сведений не сохранилось, поскольку дневник и переписка Робертса за период марта — мая 1847 года были утрачены в результате погрома. Вероятно, Хун Сюцюаню всё-таки удалось получить небольшую сумму в миссии Робертса, и он отправился к родственнику Фэн Юньшаню, который создал в Гуанси успешную общину.
Следующее упоминание имён кузенов Хун содержится в письме Робертса от 6 октября 1852 года, адресованного американскому комиссару Маршаллу. Узнав о начале Тайпинского восстания, в весеннем отчёте за 1852 год Иссахар сообщал, что оно пока что не мешает миссионерской работе, а 25 сентябре как курьёз писал редактору миссионерского журнала, что Хун Сюцюань был в числе слушателей «Китайского союза» Гюцлаффа, изучал христианство в течение пяти или шести лет, и активно проповедовал в провинции Гуанси. Отождествлял ли он тогда его со своим несостоявшимся крестником, неясно. Лишь после общения с Хамбергом и Хун Жэньганем Иссахар понял, кем был вождь восстания и смог пояснить швейцарцу, что не сомневается в искренности видений и религиозного опыта Сюцюаня. Он также считал, что главной целью тайпинов является не столько желание свергнуть маньчжурскую династию, сколько действительная борьба с идолопоклонством.

### Приглашение «Небесного князя». Второй визит в США
После взятия тайпинами Нанкина Робертс получил личное послание Небесного князя Хун Сюцюаня, доставленное специальным посыльным. В нём сообщалось, что вождь тайпинов не забыл американца и даже несколько раз писал ему, но ответа не получал. Далее он писал, что обнародовал Десять заповедей и научил китайцев молитвам, но понимающих Евангелие немного, поэтому «старшего брата» Робертса приглашали в столицу, чтобы учить и крестить. К тому времени из-за отсутствия средств часовня Иссахара развалилась, а послание Хуна он искренне воспринял, «как зов македонян, обращённый апостолу Павлу» (Деян. 16:9-11). Комиссар Хэмфри Маршалл, который находился тогда в Шанхае, энтузиазма не испытывал, и направил Робертсу письмо на восьми страницах, в котором напирал на политический подтекст этого дела и призывал миссионера вспомнить о долге добропорядочного американского гражданина. Однако купцы предоставили Иссахару бесплатный проезд до Шанхая, где миссионер Кроуфорд обещал ему постой на неограниченный срок. С собой Робертс взял двух обращённых китайцев — племянников Фэн Юньшаня, которые окольными тропами прибыли к нему в Кантон. Однако двинуться дальше не было возможности, ибо, хотя миссионеры одобряли его порыв и помогали материально (выдав 100 долларов), Маршалл угрожал выслать Иссахара в Америку.
При поддержке британской методистской миссии 5 июля 1853 года Робертс и его китайские спутники на клипере «Ариэль» отплыли из Кантона в Шанхай, куда прибыли 30-го числа. Вирджиния Робертс была беременна, и муж поместил её на попечение семьи Джеймса Легга в Гонконг, заявив супруге, что если купцы ради мирской выгоды рискуют ездить на земли, занятые повстанцами, то «могу ли я не пожелать рисковать собой в деле Господнем?» Иссахар намеревался немедленно направиться в Нанкин, где считал своей главной миссией печатание полной Библии на китайском языке. Он предпочитал тогда перевод Годдарда, поскольку при описании Крещения Христова чётко было прописано погружение в воду, а не обливание, что было принципиально для баптиста. Однако нанятые китайские лодочники отказались пересекать Янцзы, и в сентябре группа Робертса вернулась в Шанхай, где бушевало восстание секты «Малых мечей». Вирджиния закрыла в Кантоне миссию и школу, и присоединилась к мужу в Шанхае, где 30 ноября 1853 года появился на свет их первый ребёнок — сын Иссахар Дуглас. Всю вторую половину года Робертса обуревали провиденциалистские настроения: он не сомневался, что Бог действует через лидеров повстанцев и падение маньчжурской династии и христианизация всего Китая близка. Это не мешало рациональным расчётам, что для печати полного текста Библии ксилографическим способом, понадобится не менее 400 резчиков по дереву, которые, несомненно, отыщутся в Нанкине. Похожие настроения тогда высказывали почти все миссионеры, даже глава французских католиков Шанхая. Отрезвление настало зимой 1854 года, когда провалился тайпинский поход на Пекин.
Робертс в 1853—1854 годах обитал в Шанхае. Весной 1854 года ему было отказано в месте на борту парового фрегата «Саскуэханна», на котором совершал инспекционную поездку посол Маклейн. После рождения дочери Лилли в ноябре 1854 года, он с неохотой отправился обустраивать семью в США, рассчитывая всё-таки добраться до тайпинов после возвращения. Семью он разместил в Рочестере, а сам направился на сбор средств и пропаганду тайпинской революции. Впрочем, его воздействие на американское общественное мнение и формирование повестки для в Госдепартаменте было минимальным. На американском Юге Иссахар сумел получить материальную поддержку на дело христианских повстанцев в Китае, что вновь вызвало скандал. Отделение Южной конвенции в Нашвилле собрало 2000 долларов для издания «чистой» Библии для нужд тайпинов, а протестующих наказал лично Уильям Бак, занимавший тогда пост главы Библейской палаты Юга. В мае 1855 года дело Иссахара Робертса было вынесено на общий конвент южных баптистов в Монтгомери, на который миссионер был приглашён в составе алабамской делегации. Выслушав все претензии и обвинения, а также контраргументы самого Робертса, правление Конвенции единогласно запретило его в служении и уволило из Совета иностранных миссий. Осенью 1855 года, накануне возвращения в Шанхай, Робертс имел на руках 3000 долларов наличными и «приличную» сумму залогов на следующие годы, что убеждало его в том, что «перст Божий лежит на нём». Миссис Робертс с двумя детьми осталась в США и с тех пор жила отдельно от мужа сначала в Рочестере, а затем перебралась в Сент-Луис.

### Возвращение в Китай

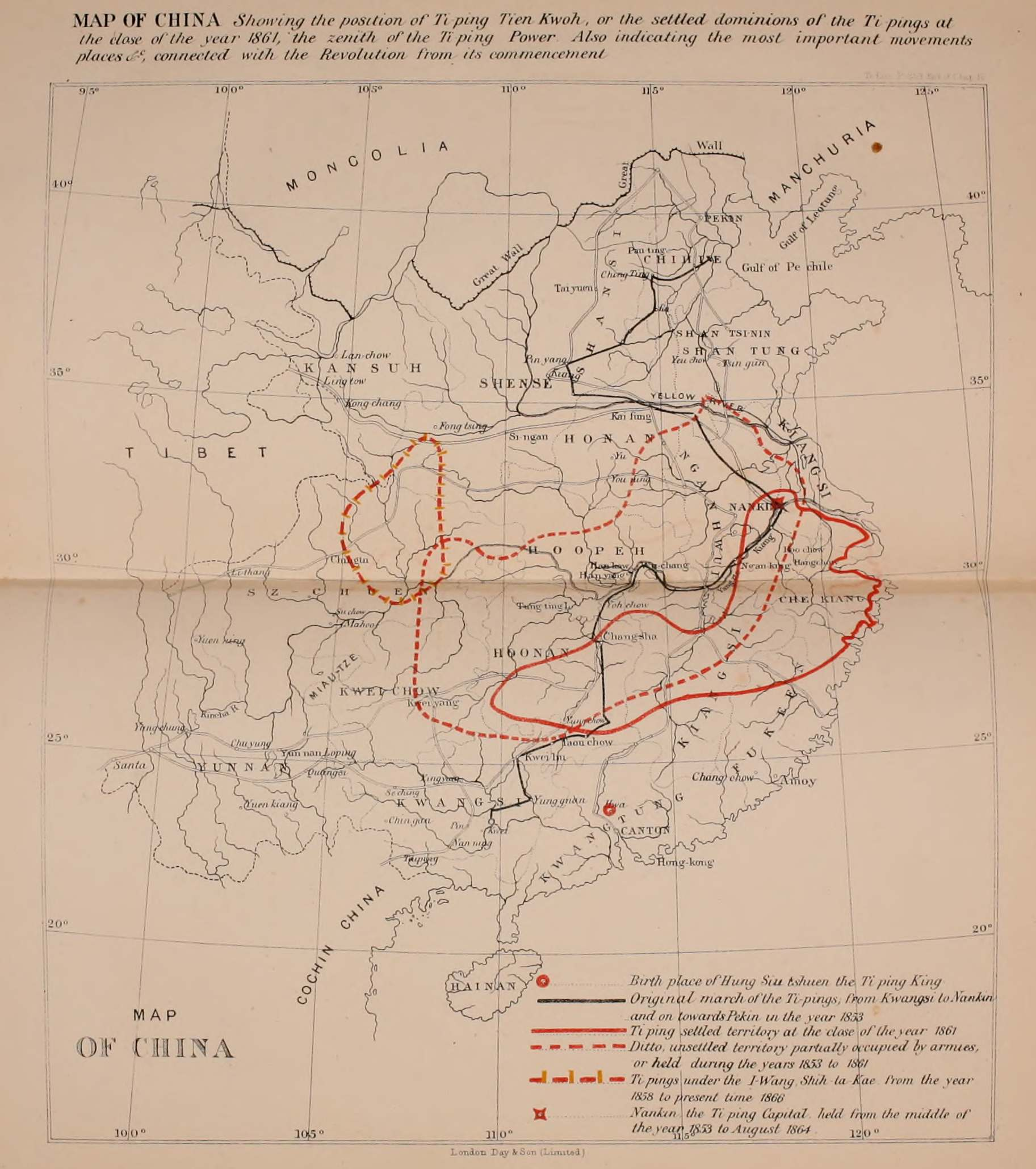
Карта восстания тайпинов из книги Линдли, Огастас «Ti-ping tien-kwoh: The History of the Ti-Ping Revolution», London, 1866

Во время посещения «Небесной столицы» тайпинов (как стал называться Нанкин) в 1853—1854 годах западные дипломаты и миссионеры получали запросы о Робертсе со стороны окружения Хун Сюцюаня. При этом первоначальный энтузиазм в отношении христианизации Китая в официальных кругах Великобритании и США исчез очень быстро: во время майского визита 1853 года в Нанкин сэр Джордж Бонем заявил, что у повстанцев не выйдет свергнуть цинское правительство. Сам американский комиссар Маршалл так и не побывал в тайпинском лагере, но полагал, что даже если повстанцы установят свою власть в Пекине, «поменяется лишь состав правительства, но не его суть». Он понимал, что Хун Сюцюань не собирается отказываться от традиционного китаецентризма и собственной системы ценностей. Сильное разочарование вызывало и тайпинское «христианство», которое было несовместимо с каноническим вероучением, даже в его протестантских версиях. Провал северного похода тайпинов в 1855 году лишь укрепил сформировавшееся мнение и активизировал со стороны Запада получение новых уступок от династии Цин, что делало неизбежной ещё одну войну. Робертса это не останавливало, и после возвращения в Китай (через Панаму и Сан-Франциско) он даже вынашивал планы создания специального журнала «The Oriental and Chinese Advocate», посвящённого «патриотическому революционному движению тайпинов». «Несовершенства» тайпинского христианства он не отрицал и не идеализировал, но возможность быстрого обращения миллионов китайцев выходила для миссионера на первое место. «Еретичность» Хун Сюцюаня он считал следствием поверхностности знакомства со словом Христовым, что подлежало исправлению. Высадившись в Шанхае в самом начале 1856 года, Робертс убедился, что восстание «Малых мечей» не утихало, и вернулся в Гуанчжоу. После начала второй опиумной войны 25 января 1857 года здание миссии Робертса вновь было разгромлено и сожжено толпой при полном попустительстве властей. Миссионеру пришлось уезжать в Гонконг, где он провёл более двух лет. Собранные в США средства иссякли к концу 1857 года, после чего Робертс обратился к американскому министру Уильяму Риду с просьбой возобновить дело о компенсации. К моменту окончания его миссии в 1865 году он получил с китайских властей в общей сложности 24 224 доллара при первоначальном иске в 5200. В 1858 году Южная баптистская конвенция прислала в Кантон миссионера Чарльза Гайяра, с которым у Робертса сложились деловые отношения. Первое время они жили в лодке, а после получения компенсации Иссахар возобновил свою обычную деятельность. Судя по косвенным данным, к апрелю 1859 года он продолжал работу в Гуанчжоу .

### Нанкин. На службе Хун Жэньганя
В Нанкине о Робертсе не забыли: во время посещения долины Янцзы лордом Элгином в 1858 году на его имя была подана тайпинская прокламация, в которой упоминалось имя Иссахара. В апреле 1859 года в Нанкин прибыл Хун Жэньгань, который сразу удостоился высших тайпинских придворных должностей и развернул широкую реформаторскую программу. В программе, поданной им на имя своего старшего кузена Хун Сюцюаня, в разделе, посвящённом налаживанию союзнических связей на Западе, содержался список лиц, которые были бы наиболее полезны. В списке по США (страна именовалась в его терминологии «Государством цветастого флага» кит. 花旗国) на первом месте значился Ло Сяоцюань, то есть Иссахар Робертс. Наконец, когда тайпинские позиции подошли к Шанхаю, в мае 1860 года запрос о Робертсе сделал «Верный князь» повстанцев (Ли Сючэн). 22 сентября 1860 года миссионер был принят при его дворе в Сучжоу. Аудиенция продлилась около двух часов, миссионер был встречен ударами гонгов. Иссахар Робертс высказал желание поселиться у тайпинов «навечно», что было встречено с большим удовлетворением. Дальнейшая беседа, в основном, касалась двух тем: во-первых, что иностранцы обвиняли тайпинов в том, что они были мятежными преступниками, и, во-вторых, что иностранные державы взяли штурмом Пекин, и одновременно не позволяли тайпинам уничтожить маньчжуров в Шанхае и взять город под свою власть. На прямой вопрос о действиях лорда Элгина Робертс прямо ответил, что добившись всего от династии Цин, Великобритания будет одновременно объявлять «нейтралитет» и сражаться против тайпинов. Полководец также спросил, с кем на Западе можно налаживать отношения напрямую, чтобы китайские и европейские христиане не занимались взаимоистреблением. Робертс на это предложил обнародовать открытое письмо для прессы, которое брался перевести на европейские языки. В конце аудиенции Ли Сючэн прямо объявил, что «из Срединного государства Евангелие распространится по всем окраинам и никакие расстояния не помешают всем людям подчиниться власти Христовой, всё под Небесами обретёт благословение и все народы возрадуются».
4 октября в составе свиты Верного князя Робертс покинул Сучжоу и 13-го числа прибыл в Небесную столицу тайпинов, предварительно получив проездные документы. Вперёд себя миссионер направил письмо Способному князю (то есть Хун Жэньганю), что явился распространять Благую весть Христову и Священное Писание, а также основывать школы. Также он просил пригласить и других миссионеров для тех же целей. Ответ пришёл уже через два дня: о Робертсе было доложено Хун Сюцюаню, который распорядился назначить его во главу управления внешних сношений с Западом. Иссахар немедленно написал другим баптистам с просьбой возможно скорее откликнуться, получив в окормление всю территорию Тайпинского государства. 25 ноября Небесный князь Хун Сюцюань издал указ о свободе проповеди для всех деноминаций протестантов и даже римских католиков, что совпадало с соответствующими статьями Тяньцзиньских договоров. Это вызвало энтузиазм Робертса («как славно, что 360 или 400 миллионов душ китайцев открыты для Евангелия»). 1 декабря 1860 года вышел указ, согласно которому в Нанкине объявлялось строительство восемнадцати христианских храмов, также церкви должны были открываться в каждом уездном и областном городе на тайпинской территории. По словам Джорджа Прудена, для Робертса это был акт Божественного провидения и лучший ответ Южной баптистской конвенции, которая уволила его: независимый проповедник встанет во главе евангелизации всего Китая. В его дневнике этих дней содержалось много рассуждений о том, что Божественная мудрость неизмеримо превышает человеческую, а также то, что сам Иссахар больше не хочет быть связанным ни с какой церковной организацией: «Теперь я могу протянуть руки свои по всему христианскому миру и пригласить моих братьев во Христе из каждой церкви и каждой нации для подмоги в сем великом деле».
В конце февраля 1861 года Робертсу было предложено возглавить в Нанкине ведомство иностранных дел. Он отклонил это предложение, испросив взамен звание официального переводчика у Хун Жэньганя и право ношения официального китайского костюма. Очень сложным оказался вопрос об общении лично с Хун Сюцюанем. К моменту появления Робертса в столице, тот уже окончательно утвердился в роли императора традиционного типа, и не подвергал сомнению собственные видения и убеждённость в собственной божественности. В личном письме Робертсу он даже заявил, что существует Пресвятая Четвёрка: Небесный Отец, Старший Брат, то есть Иисус Христос, младший брат Отца Небесного — то есть лично Хун Сюцюань, и Дух Святой. Сначала Небесный Князь даже попытался заставить Робертса совершить коутоу, но затем уступил. Иными словами, отношения учителя и ученика поменялись местами: не Иссахар должен был наставлять в догматах вероучения Сюцюаня, а Небесный Князь собирался ввести представителя «братьев-варваров во Христе» в своё окружение, чтобы использовать его для привлечения стран Запада на свою сторону. Потрясение американца было очень велико, что заметно в его открытом письме для газеты «The North-China Herald», напечатанном 24 февраля 1861 года, буквально за несколько дней до предложения возглавить тайпинское министерство иностранных дел. Письмо было ответом на вопросник редакции очевидцам политической и религиозной практики тайпинов. Робертс писал, что система управления не отличается от цинской, включает те же шесть ведомств (министерства иностранных дел, как и в Пекине, традицией не было предусмотрено), но министры чаще всего командуют армиями. Кодекса тайпинских законов он не читал, но заметил, что выбор у населения невелик: подчиниться или лишиться жизни. Христианского закона тайпины не практиковали, не имели проповедников и приходских священников. В целом, Иссахар Робертс испытывал глубокий пессимизм и считал, что даже Бог тайпинам уже не поможет, особенно, если на Нанкин будут брошены европейские войска. Единственно положительными в деятельности тайпинов Иссахар считал искоренение идолопоклонства и проституции, запрет на азартные игры и наркотики. Саму по себе тайпинскую доктрину он прямо назвал «мерзостью в глазах Господа», а про Хун Сюцюаня заявил, что «это сумасшедший, не имеющий здравого суждения ни в чём», особенно в религии. «Политическая система тайпинов столь же убога, как и их богословие». В успех миссионерской деятельности среди восставших Робертс тоже не верил.
В ноябре 1860 года Нанкин посетил Юн Вин, который видел Робертса в свите Хун Сюцюаня, одетым в жёлтые шёлковые одеяния, то есть положенные лицу императорской крови. Однако посетивший Небесную столицу американец Джон Херд в апреле 1861 года застал Робертса в обносках чиновничьего мундира и описывал миссионера как «самого грязного и отвратительного на вид белого человека, которого доводилось встречать», о том же свидетельствовал коллега Робертса — Кроуфорд. По их сведениям, в Нанкине Иссахар жил безбедно, имея дом и нерегулярные выплаты в 50 или 100 долларов. Впрочем, уже весной 1861 года тайпины были им недовольны и на имя Небесного Князя подавались петиции с требованиями избавиться от американца.

### Разрыв с тайпинами
Формальным поводом для разрыва с тайпинским движением и бегства из Нанкина стал для Иссахара Робертса инцидент 13 января 1862 года. Этим событиям посвящено отдельное исследование Джона Рэппа. Согласно версии самого миссионера (являющейся единственным источником), в день 13 января Хун Жэньгань явился в его покои в крайне возбуждённом и раздражённом состоянии, много оскорблял его, а затем убил мечом слугу — осуждённого за какой-то проступок китайца, которого Робертс взял на поруки. Далее Жэньгань собирался напасть и на миссионера, но Иссахар отбился скамейкой и бежал на британскую канонерскую лодку «Renard». По другой версии, Жэньгань пытался спровоцировать американца проявить агрессию, чтобы убить. 20 января 1862 года на борту канонерской лодки Робертс покинул Нанкин. В пути он составил отчёт о происходящем и написал статью, в которой в резких выражениях критиковал тайпинов и их восстание, и полностью отрекался от всякой их поддержки. Более того, он обвинил Хун Жэньганя в краже, то есть в препятствовании забрать собственные вещи Робертса. Впрочем, в корреспонденции газете «The North China Herald» от 8 февраля Роберт вскользь упомянул, что и его личные вещи и багаж двух других его слуг был всё-таки возвращён. В апреле авантюрист Огастас Линдли утверждал, что слуга не был убит, а только избит палкой. В анонимной брошюре «Послание епископу Виктории на Гонконге касательно религии тайпинских повстанцев в Китае» вообще заявлялось, что брат Хун Жэньганя был недоволен наглостью слуги, потребовал, чтобы Иссахар наказал его, а за промедление выпорол слугу самолично. Однако в прессе имела хождение только первая — насильственная — версия, в которой высшее руководство тайпинов выставлялось в самом неприглядном свете и это способствовало ухудшению их отношений с Западом . Анализируя источники, Джон Рэпп пришёл к выводу, что британская пропаганда XIX века охотно воспользовалась самым первым сообщением, созданным Робертсом в эмоциональном состоянии. Более того, из сообщения миссионера Джосайи Кокса следует, что Хун Жэньгань был отстранён от власти ещё в конце декабря предыдущего, 1861 года, и инцидент с Робертсом (каким бы он ни был в реальности) не имел к этому никакого отношения. Положение Робертса в столице тайпинов всегда было изолированным, в том числе из-за языкового барьера. Поскольку он владел только кантонским диалектом, по сообщениям миссионеров Эдкинса и Мьюирхеда, мог общаться только с представителями китайского Юга, для них же он и проповедовал в своём доме. В собственном письме от 28 июня 1860 года Робертс упоминал, что проповедовал через китайских переводчиков, поэтому Д. Рэпп предположил, что слуга Иссахара был новообращённым, которого он готовил к самостоятельной проповеди, чем и объяснялась эмоциональная реакция.
После пятнадцати месяцев пребывания при тайпинском дворе Иссахар Робертс вернулся в Гуанчжоу. Он мало контактировал с британскими миссионерами, поэтому мало известно о его деятельности в последний период. По-видимому, его миссия потерпела окончательный крах. В 1863 году он попытался ещё раз проникнуть на тайпинскую территорию, посетив Сучжоу, но не сохранилось никаких свидетельств его деятельности и даже известий, по какой причине он отправился в город. Из-за гражданской войны между Севером и Югом он не смог вернуться на родину немедленно.

## Последние годы (1866—1871)
Несмотря на то, что к 1866 году Робертс был самым опытным американским баптистским миссионером на Востоке, прожившим там почти тридцать лет, его дальнейшее пребывание в Китае оказалось невозможным, как и сохранение миссии. Его ярый индивидуализм и нежелание идти на какие-либо компромиссы сделали его окончательно «неудобным» для коллег и властей. В марте 1867 года он выехал из Гонконга кружным путём через Сингапур, Индию и Суэцкий перешеек (канал ещё не был прокопан). На одном пароходе с Иссахаром ехал знаменитый шотландский нонконформист Джеймс Легг, но они не оставили никаких свидетельств взаимного общения. После возвращения в США у Робертса проявились симптомы проказы — заболевания, которое стало следствием его первых шагов как миссионера в колонии для заболевших в Макао. Он давно порвал всякие отношения с женой и детьми, которые, в свою очередь, отказались от всяких претензий на его имущество. Иссахар Робертс обосновался в Аппер Олтоне штата Иллинойс, где жил на попечении своей племянницы в доме Альмеды Фултон; недвижимость он выкупил целиком в свою пользу. Его завещание датировано 2 октября 1870 года; согласно последней воле Иссахара Робертса вся собственность его церкви в Гуанчжоу и место в попечительском совете передавалась преподобному Грейвзу и баптистской миссии в Китае. В последний год жизни у миссионера сильно ухудшилось зрение и ему читали вслух. 28 декабря 1871 года он скончался.

## Иссахар Робертс — миссионер
В своей диссертации Маргарет Коулин отмечала, что Иссахар Робертс последовательно проводил модель агрессивного прозелитизма, принятого на американском фронтире. Важнейшей доминантой его деятельности было нежелание оставаться на одном месте, стремясь пронести свет учения на возможно большую территорию. При этом унаследованные на американском Западе и Юге доминанты социального поведения позволили Робертсу в кратчайший срок адаптироваться на китайском Юге, а личная харизма и навыки проповедника отлично коррелировали с китайской традицией странствующих уличных рассказчиков и священнослужителей. Распространяемые американцем религиозные брошюры также имели успех в обществе, в котором конфуцианская традиция «вбивала» почтение к любому письменному слову.
До прибытия в страну Иссахар Робертс не имел представления о китайском языке, и приступил к его изучению лишь в 1837 году в Макао под руководством Генриетты Шак. В основном он заучивал «Троесловие» и учился писать по четыре часа каждый день. Разговорному кантонскому диалекту он учился в живом общении с паствой и на улицах Макао, а далее стал усваивать фуцзяньский диалект, беседуя с кули, в среде которых работал Карл Гюцлаф. В общем, он плохо знал язык, и путался в тонах; по позднейшим свидетельствам, слушатели могли понимать едва ли половину того, что им говорилось. Данная проблема была общей для всех миссионеров той эпохи. Соответственно, ещё большими были проблемы с письменной коммуникацией. Миссионеры не имели времени и возможностей изучать престижный литературный вэньянь, непонятный широким массам, а попытки переводов священных текстов на разговорный язык сразу же снижали статус проповедников. Одной из причин критики христианства в Китае XIX века было крайне низкое качество библейских переводов, тогда как попытки перепоручить эту работу китайским ассистентам приводили лишь к созданию «неубедительного набора скверно изложенных легенд». Вероятно, никто из миссионеров не задумывался, что невозможность средствами китайского языка адекватно передать библейские истины свидетельствует о несовпадении моделей мышления и религиозности. Глубокое равнодушие китайцев к христианству и нежелание воспринимать доктрины первородного греха и Пресвятой Троицы описывались в категориях «упрямства» паствы или недостаточной организации христианского просвещения. В целях обращения И. Робертс пользовался исключительно библейскими переводами Гюцлафа, полный текст Библии которого был выпущен в свет в 1847 году. В этом переводе имя Бога обозначалось как «Всевышний Господь, августейший Всевышний Владыка» (кит. 上主皇上帝, пиньинь Shàngzhǔ huáng shàngdì, палл. Шанчжу хуан шанди). При этом сочетание хуан шанди содержалось в текстах Шу-цзина и Ши-цзина, а в творчестве Хун Сюцюаня использовалось ещё до прочтения им Библии в переводе Гюцлафа, которая и стала нормативным учебным текстом у тайпинов.
Первого китайца И. Робертс крестил через девять месяцев после прибытия в Макао. Это был повар миссии, который получал наставления в течение полугода. Крещение Иссахар провёл в Жемчужной реке, и выражал убеждение, что «это был первый новообращённый, который погрузился в данную реку после учреждения таинства, и есть надежда, что не последний». Робертс считал, что оглашенным требовалось от шести месяцев до года, чтобы полностью усвоить Евангелие, и чтобы сам миссионер убедился в искренности желания обратиться. В Гуанчжоу американец привёз с собою трёх китайских ассистентов, получивших крещение в Гонконге. Он не настолько хорошо владел языком, чтобы можно было единолично работать с паствой, и в переписке даже именовал себя «помощником Ло», уступая старшему из ассистентов Чжу. Со временем ассистентов стало пять; все они принимали участие в регулярных собраниях при миссии, охватывая аудиторию, владевшую кантонским диалектом, хакка и хокло. Ассистентов направляли в землячества, владевшие соответствующим языком, дабы проповедовать и раздавать брошюры. Робертс усвоил китайские понятия об этикете, и, овладев китайским языком, удостоился у чиновников уважительного прозвища «учитель Ло». Относительный успех ассистентов Робертса объяснялся тем, что они мало отличались от бродячих буддийских проповедников, и не рассматривались как угроза даже ксенофобами. Однако со временем оказалось, что все обращённые Робертсом являются «рисовыми христианами», то есть ждут от миссионера подачек. В результате, к 1846 году баптист крестил всего восьмерых китайцев, и все они работали в его миссии. Когда Хадсон Шак вернулся в США, его паства перешла к Робертсу, после чего выяснилось, что своим 12 новообращённым тот платил от 5 до 10 долларов в месяц, что делало моральный дух общины крайне низким. Это же вынуждало китайцев странствовать по разным миссиям, в зависимости от подарков и размера содержания, которые им предлагались. Ранее Робертс столкнулся с данным явлением в Макао и Гонконге: в португальской колонии его проповеди с удовольствием слушали парсы в обмен на бесплатные обеды и прочую благотворительность (суммарно около 20 долларов в месяц). В колонии для прокажённых у Робертса было четырнадцать обращённых, которые сами построили себе молитвенный дом, стоимость материалов для которого обошлась миссионеру в три доллара. Несколько лет спустя, когда он навестил лепрозорий, дом развалился, а более половины обращённых умерли.
Как миссионер, Иссахар Робертс имел важнейшее преимущество перед коллегами из Лондонского миссионерского общества: не связанный правилами своей деноминации, он широко пользовался тем, что китайцы не ассоциировали его с западными торговцами опиумом и обслуживавшими их интересы священниками. Работая как с представителями чиновничества, так и с простонародьем, Робертс решал сам, в каких пределах он должен терпеть китайские обычаи и бытовые привычки. По примеру Гюцлафа Робертс научился носить китайскую одежду (её комплект подарил знакомый купец) и не вызывал раздражения у городских и сельских жителей. Прочие миссионеры-протестанты избегали переодевания, поскольку это для них слишком напоминало о «папизме»: иезуиты охотно подстраивались под китайские обычаи. Ещё проповедуя в Гонконге, баптист столкнулся с опиумокурением и азартными играми; в Кантоне существенным камнем преткновения был институт наложниц. В 1842 году Иссахар писал в Бостонскую палату, испрашивая совета, как ему поступать в случае, если у оглашенного есть и жена, и наложница. В сентябре 1842 года его посещал чиновник, у которого было три наложницы, и это было единственное, что препятствовало крещению. «Я не сомневаюсь, что апостол его примет, ибо он искренне верует в Господа Иисуса Христа, но что прикажете делать с его жёнами?». Далее встал вопрос о том, можно ли принимать в церковь человека, чья жена не желает обращения. В конечном счёте он пришёл к выводу, что должен требовать от китайцев приятия западных культурных стандартов и отказа от китайских традиций. Последователи Робертса в первые годы делились на три категории: во-первых, кто желал материальной выгоды от крещения (это не обязательно означало неискренности в вере); во-вторых, кого привлекали нравственные основы Евангелия; и, в-третьих, образованные китайцы, которые стремились узнать о христианстве, как с исследовательскими целями, так и стремящиеся «бороться с ересью». В целом, он описывал китайцев как «апатичных к религиозным вопросам». Ещё в 1838 году, отвечая на вопросы Роберта Баннера из «Кентуккийского баптистского обозрения», Робертс был вынужден признать, что для китайцев обрядность и содержание религии сливаются воедино, и поэтому эффект от христианской проповеди примерно такой же, как если бы принять для гражданского управления китайцев Конституцию США.
Маргарет Коулин, оценивая достижения миссионера, заключала:

Робертс был трагической и одинокой фигурой, чьи завышенные цели всегда превышали его способности, чьи достижения никогда не соответствовали его ожиданиям. В стремлении обойти коллег-миссионеров он постоянно ссорился с ними. В конце концов он был вынужден искать товарищества и поддержки у китайцев, но и там не добился успеха из-за слепой приверженности фундаментализму, который он продолжал отстаивать, не обращая внимания на то, что его отвергло собственное начальство. <…> Огромная решимость и безграничный оптимизм не помогли ему осуществить ни одного из своих мечтаний, потому что ему не хватило здравомыслия осознать границы собственных возможностей. Ибо он искренне верил, что каждый новообращённый приближает Тысячелетнее царство.

## Публикации
Список представлен по библиографиям Александра Уайли, Романа Малека и Эммы Харрисон.
- 字部解輯。 Explanation of the Radical Characters. Macao, 1840.
- 真理之教。 The Religion of Truth. Macao, 1840. 10 ff. Приложена карта Иудеи. Автор именовал себя «Сыновнепочтительным» (кит. 孝) — по первому иероглифу своего китайского имени.
- 問答俗話。 Catechism in the Macao Dialect. Macao. 1840. 7 ff. Приложены карты Иерусалима и Азии. Псевдоним автора тот же.
- 救世主耶稣新遺詔書。 New Testament of the Saviour Jesus. Macao, 1840. 32 ff. В основном, это перевод Евангелия от Марка У. Медхёрста[англ.] с приложенными картами Иудеи, Иерусалима и Азии. Псевдоним автора тот же.
- Report of the committee on the case of Rev. I. J. Roberts : presented to the Southern Baptist Convention and adopted May, 1855. Richmond, Va. : [Foreign Mission Board], 1855. 7 p.
- 路加福音傳注釋。 Luke’s Gospel with Notes. Text with introduction and commentary by Issachar Jacox Roberts. Canton, 1860. 35 ff. Приложена карта мира.
- 家用良藥。 Domestic Medicine. 40 ff. Canton, [Б. г]. Перевод «Jayne’s Family Medical works»[Прим. 2].
- 耶稣聖經。 The Holy Book of Jesus. [Б. м.], [Б. г].
- 福音撮要傳。 Important Selections from the Gospel. Canton, [Б. г]. 10 ff.

### Комментарии
1. ↑  Здесь и далее перевод осуществлён калькулятором Seven Ways to Compute the Relative Value of a U.S. Dollar Amount — 1790 to Present. MeasuringWorth. Дата обращения: 26 марта 2020.
2. ↑  Дэвид Джейн (1798—1866) — происходил из семейства баптистских священников Пенсильвании, получил медицинское образование в Нью-Джерси. С 1831 года имел большой успех на рынке патентованных лекарств, с 1850 года открыл совместное дело с сыном и племянником, основав сеть аптек. Был известен как отличный диагност, который издавал медицинские справочники для семейного лечения и пропаганды собственной продукции[100].